# Paul Werschy
Paul Werschy (* 1875 in Buttstädt; † 1957 in Weimar) war ein deutscher Architekt in Weimar.

## Leben
Sein architektonisches Hauptwerk ist das leider nicht mehr erhaltene Vier-Giebel-Haus von 1913. Erhalten hat sich indes seine Entwurfsskizze, die sich in seinem Nachlass befindet, der in das Stadtarchiv Weimar gelangte. Er gehörte zu den Architekten wie Hermann Wadel (* 1860), der mit als Erster die von Otto Wagner (1841–1918) und Adolf Loos (1870–1933) ausgehend von München den Stil der alle Zierformen und Bausymbolik ablehnenden Architektur einführte. Hervorhebung der Fensterumrandung wurde ebenfalls abgelehnt. Baumaterial war einfacher Ziegelstein mit Putzverkleidung und Stahlträger. Dieses wurde später selbst von Rudolf Zapfe, dem Architekten des Jugendstil in Weimar schlechthin, um 1910 angewandt. Werschy wohnte in Weimar in der Wallendorfer Straße 9. Sein Wohnhaus, das er selbst entwarf und 1909 bezog, steht unter Denkmalschutz. Er besaß u. a. das Haus Lassenstraße 31 (heute Trierer Straße 73) und wohnte zuvor in der Lassenstraße 33 im Erdgeschoss. Werschy entwarf u. a. das 1930 entstandene Wohnhaus Jahnstraße 14 für Hermann Abendroth. Werschys Nachlass enthält zahlreiche Entwürfe für über das gesamte Stadtgebiet Weimars verteilte Wohngebäude. Eines ist die Mozartstraße 13/15, das er 1910 errichtete. Hier allerdings griff Werschy auf antikisierende bzw. barockisierende Elemente zurück. So ganz verzichteten seine Vorbilder Otto Wagner und Adolf Loos auf ornamentalen Schmuck allerdings auch nicht. Gerade Wagner verwendete solche Formen die längste Zeit seines Schaffens, gegen die sich Loos richtete, und wendete sich erst in der Spätphase seines Schaffens davon ab.
Werschy war Mitglied im Bund Deutscher Architekten.